# Championnat de Syrie de football 2005-2006
Navigation
Saison 2004-2005 Saison 2006-2007
La saison 2005-2006 du Championnat de Syrie de football est la trente-cinquième édition du championnat de première division en Syrie. Les quatorze meilleurs clubs du pays sont regroupés au sein d'une poule unique où ils s'affrontent deux fois au cours de la saison, à domicile et à l'extérieur. En fin de saison, les deux derniers du classement sont relégéus et remplacés par les deux meilleurs clubs de deuxième division.
C'est le club d'Al-Karamah SC qui remporte le championnat cette saison, après avoir terminé en tête du classement final avec trois points d'avance sur Al Jaish Damas et cinq sur Al Wahda Damas. C'est le cinquième titre de champion de Syrie de l'histoire du club.

## Les clubs participants
| - Al-Karamah SC - Al Ittihad Alep - Jableh SC - Al Taliya Hama - Al Wahda Damas - Al Qardaha - Tishreen SC | - Hutteen SC - Al Majd Damas - Al Jihad Damas - Promu de D2 - Al Futuwa Deir ez-Zor - Hurriya SC - Al Jaish Damas - Al-Nwa'ir - Promu de D2 |

## Compétition

### Classement
Le barème utilisé pour établir le classement est le suivant :
- Victoire : 3 points
- Match nul : 1 point
- Défaite : 0 point

| Rang | Équipe                | Pts | J  | G  | N  | P  | Bp | Bc | Diff |
| ---- | --------------------- | --- | -- | -- | -- | -- | -- | -- | ---- |
| 1    | Al-Karamah SC         | 56  | 26 | 17 | 5  | 4  | 60 | 19 | +41  |
| 2    | Al Jaish Damas        | 53  | 26 | 15 | 8  | 3  | 48 | 21 | +27  |
| 3    | Al Wahda Damas        | 51  | 26 | 14 | 9  | 3  | 30 | 12 | +18  |
| 4    | Al Ittihad AlepTC     | 40  | 26 | 10 | 10 | 6  | 33 | 20 | +13  |
| 5    | Jableh SC             | 36  | 26 | 10 | 6  | 10 | 36 | 30 | +6   |
| 6    | Al Majd Damas         | 36  | 26 | 9  | 9  | 8  | 34 | 33 | +1   |
| 7    | Hutteen SC            | 35  | 26 | 9  | 8  | 9  | 43 | 38 | +5   |
| 8    | Tishreen SC           | 34  | 26 | 9  | 7  | 10 | 36 | 34 | +2   |
| 9    | Al Taliya Hama        | 34  | 26 | 8  | 10 | 8  | 29 | 32 | -3   |
| 10   | Al Futuwa Deir ez-Zor | 33  | 26 | 9  | 6  | 11 | 33 | 37 | -4   |
| 11   | Al Qardaha            | 32  | 26 | 9  | 5  | 12 | 32 | 38 | -6   |
| 12   | Hurriya SC            | 30  | 26 | 7  | 9  | 10 | 25 | 45 | -20  |
| 13   | Al-Nwa'irP            | 24  | 26 | 6  | 6  | 14 | 27 | 49 | -22  |
| 14   | Al Jihad DamasP       | 2   | 26 | 0  | 2  | 24 | 12 | 70 | -58  |

|  | Qualification pour la Ligue des champions de l'AFC 2007                               |
|  | Relégation en deuxième division                                                       |
|  | T : Tenant du titre C : Vainqueur de la Coupe de Syrie P : Promu de deuxième division |

## Bilan de la saison
| Championnat de Syrie de football 2005-2006                        |                          |
| Champion                                                          | Al-Karamah SC (5e titre) |
| Coupes et trophées                                                |                          |
| Vainqueur de la Coupe de Syrie 2005-2006                          | Al Ittihad Alep          |
| Qualifications continentales                                      |                          |
| Ligue des champions de l'AFC 2007                                 | Al-Karamah SC            |
| Ligue des champions de l'AFC 2007                                 | Al Ittihad Alep          |
| Promotions et relégations                                         |                          |
| Promus en Syrian League                                           | Al Wathba Homs           |
| Promus en Syrian League                                           | Al Shorta Damas          |
| Relégués en Championnat de Syrie de football de deuxième division | Al Jihad Damas           |
| Relégués en Championnat de Syrie de football de deuxième division | Al-Nwa'ir                |